# Napels
Napels est un hameau qui fait partie de la commune d'Oldambt dans la province néerlandaise de Groningue. La partie orientale fait partie de Heiligerlee, la partie occidentale de Westerlee.